# 藤嶋拓未
藤嶋 拓未（ふじしま たくみ、1986年8月29日 - ）は、日本の男性歌手・ボイストレーナー。千葉県浦安市出身。

## 略歴
千葉県市川市で生まれ、3歳半から千葉県浦安市で育つ。
18歳から本格的に音楽を学び、ゴスペル、ソウル、Jazz、R&Bなどのブラックミュージックに影響を受ける。
音楽専門学校に在学中、ニューヨーク海外研修やグアムサイパンでの洋上コンサート、ミュージカルなど様々なイベントに参加。また、ゴダイゴ、クリスタルケイ、鈴木雅之、松浦亜弥、Skoop On Somebody、mink、HY、五木ひろしなどのコーラス隊としてTV出演や舞台などのステージに立ちプロの現場を学ぶ。
卒業と同時にゴスペルをルーツとしたボーカルグループCourageとして、ホテル、レストラン、カフェ、ブライダル、ライブハウス、野外イベント、文化会館、保育園、児童館、文化会館など様々な場所での音楽活動をスタートする。
2010年5月30日、日本を代表するギタリスト松原正樹と松田肇による「松松」コンサートへの出演をきっかけに、自身の課題が明確化され音楽に対する価値観やスタイルも大きく変わるきっかけとなった。
2013年よりソロ活動をスタートし、2014年には「藤嶋拓未」名義で自身初となる1stアルバム「SMILIST」を全国リリース。YouTubeチャンネルTakumiusicを開設。また、音楽活動による地域への貢献を目的とし、地元浦安にある「公益財団法人うらやす財団」へ直談判。その後、ショッピングモールや福祉施設、総合体育館、プール、公民館など地元に根付いた音楽活動に力を入れ、ストリートライブも頻繁に行うようになった。(その頃からボイストレーナーとしての活動も同時にスタートしている)
角松敏生による全国ツアー「TOSHIKI KADOMATSU Performance 2014 "THE MOMENT"」への参加をきっかけに、コーラスとしての活動も広がり始める。
2017年には母校堀江中学校の校長先生(当時の担任)からオファーを受け、創立40周年記念式典「輝翔祭」での凱旋ライブを成功させた。
2018年、東京国際フォーラムにて開催された、SONGS & FRIENDS 小坂忠「ほうろう」Produced by 武部聡志 (総合演出/松任谷正隆) に "Unknown Choir" として出演。
2019年、水樹奈々による「NANA MIZUKI LIVE GRACE 2019 -OPUS Ⅲ-」にコーラス参加をした際、2万人を越えるファン達が手に持つペンライトをステージから目の当たりにし、軽い船酔い状態になった経験がある。
同年、ゴスペルディレクター鬼無宣寿のもと、天皇即位30年を祝う祭典『感謝の集い』に “Unknown Choir” として出演。天皇・皇后が詠んだ詩と音楽プロデューサー松任谷正隆作曲の奉祝曲をゆず、松任谷由実と共に歌唱。また、アテネオリンピックの公式テーマソングでもある「栄光の架け橋」では力強いクワイヤーの歌声を披露。国立劇場で行われたそのコンサートの様子は情報ライブミヤネ屋にて生放送された。
TBS音楽番組「音楽の日」の生放送にてAIのコーラス隊として参加し「Story」を歌唱。
2020年1月、バックコーラスシンガー田中雪子指導のもと『第70回NHK紅白歌合戦』にコーラスとして参加。
2021年9月、SME Recordsより51作目のシングルとしてリリースされたポルノグラフィティ 「テーマソング」にコーラスとして参加。
現在は、東京都新宿区の音楽レッスンスタジオCanaria Music Studioの代表講師を務める。
YouTubeチャンネルを「藤嶋拓未の歌唱塾」へ改名。
2022年3月、株式会社G-STAR.PRO所属の歌手・YouTuberである西田あいの「渋谷東武ホテルプレゼンツ午餐会＆西田あいオリジナルショー」に出演。
同月、株式会社ヤマハミュージックエンタテインメントホールディングスより「ボイトレの教科書」を出版。
(ヤマハの楽譜出版特集ポータルサイトにて特設ページあり)
2022年4月6日、「ボイトレの教科書」がAmazonヴォーカルメソッド売れ筋ランキング/ベストセラーとして『1位』を獲得。
三重県明和町のPV 日本一短い青春映画「帰りたくなる町」テーマソング歌を担当。「きっとあなたとハッピーエンド/作曲・編曲 音楽プロデューサー 長岡成貢」
2022年10月28日、株式会社ヤマハミュージックエンタテインメントホールディングスより「セルフ診断でボイトレ！」を出版。ヤマハの楽譜出版合唱/ボーカル部門にて『2位』を獲得。
2022年12月26日、株式会社ヤマハミュージックエンタテインメントホールディングスより「カラオケが上手くなるコツを伝授！実践ボーカルテクニック ～男性ボーカル編・動画解説付き～」「カラオケが上手くなるコツを伝授！実践ボーカルテクニック ～女性ボーカル編・動画解説付き～」を2冊同時出版。
2023年5月16日、株式会社ヤマハミュージックエンタテインメントホールディングスより「これならできる！1ヵ月ボイトレレシピ～動画対応～」を出版。
2023年9月1日、キーボード、アコーディオン、マリンバなど鍵盤楽器を中心としたユニークな編成の6人組バンド「PROMINENCE LOOP」（略称・プロミネ）のデビュー・シングル 「SAYONARA feat.YUIKO」【Lyric Video】にてコーラス参加。
2023年11月30日、日本のタレント、司会者、俳優、元お笑いタレントでワタナベエンターテインメント所属の中山秀征による「カラオケまねきねこプレゼンツ ヒデライブ2023～令和もDAISUKI！～」にコーラスとして出演。
2023年12月31日、バックコーラスシンガー田中雪子指導のもと『第74回NHK紅白歌合戦』にコーラスとして参加。
2024年3月8日、RADWIMPS 野田洋次郎が手がけるNETFLIX映画パレードの主題歌、「なみしぐさ」にコーラスとして参加。 
2024年7月29日、株式会社ヤマハミュージックエンタテインメントホールディングスより「1ヵ月ボイトレレシピ～カラオケ得点Upを目指す！ 音程強化編～」を出版。
2024年9月15日、中山秀征による「HIDE LIVE2024 TOO MUCH NIGHT 今夜も最高!」にコーラスとして出演。
2024年11月9日、ニューコースト新浦安にて開催されたクリスマス点灯式「ピュアホワイトクリスマスミニコンサート」に出演。
2024年11月〜12月、大手テーマパークにてアカペラグループとして出演。
2024年12月31日、バックコーラスシンガー田中雪子、鈴木佐江子指導のもと『第75回NHK紅白歌合戦』にコーラスとして参加。
2025年1月27日、渋谷区文化総合センター大和田さくらホールにて開催された Gospel Chronicle 10th Anniversary Concertにゲスト参加。
2025年2月1日、 しながわ水族館 にてシンガーソングライター 摩耶 スペシャルワンマンライブを開催。コーラスアレンジ、歌唱指導などを担当。
2025年2月27日、NHK総合の音楽番組 第672回 SONGS にて、AI のバックコーラス隊として参加し「ハピネス」を歌唱。
2025年3月28日、株式会社ヤマハミュージックエンタテインメントホールディングスより『1ヵ月ボイトレレシピ～原曲キーで歌える！ 高音強化編～』を出版予定。

### 経歴
- 16歳、バンド活動を始める。
- 18歳、音楽専門学校へ進学。都内でバンドやグループ活動を開始。主にゴスペルを学ぶ。
- 21歳、ゴスペルをルーツとしたボーカルグループCourageを結成。
- 2010年5月30日、目黒BLUES ALLEY JAPANにて開催された日本を代表するギタリスト松原正樹と松田肇による「松松」のコンサートにコーラス出演。
- 2013年8月2日、自主制作シングル『Beginning』を発売。
- 2013年9月、浦安市運動公園総合体育館「Lobby concert」に出演。
- 2013年11月、式根島小学校、新島小学校にて"ロバート山田とファイブフォーカラットメント"「言葉は静かに歌う」公演に参加。
- 2014年9月30日、アルバム『SMILIST』を発売。
- 2014年12月、公益財団法人うらやす財団主催 ピュアホワイトクリスマスコンサート6出演。
- 2015年3月、東京都新宿区の音楽レッスンスタジオCanaria Music Studioの講師として赴任。
- 2015年7月、 浦安市老人福祉センター(Uセンター)夏祭り2015出演。
- 2015年8月、浦安市運動公園屋内水泳プール(プールサイド)にて夕焼けライブ出演。
- 2015年12月、公益財団法人うらやす財団主催 ピュアホワイトクリスマスコンサート7出演。
- 2016年6月、公益財団法人うらやす財団 街角ライブ&コミュニケーションUスタイル「Vol.34」に出演。
- 2016年8月、浦安市運動公園屋内水泳プール(プールサイド)にて夕焼けライブ出演。
- 2016年11月、浦安市青少年館にて中学生から22歳までの青少年を対象にVoice Training Work Shop(声の教室)を開催。
- 2016年12月、公益財団法人うらやす財団主催 ピュアホワイトクリスマスフェスティバル出演。
- 2017年10月、母校堀江中学校創立40周年記念式典「輝翔祭」にて凱旋ライブを成功させる。
- 2017年12月、公益財団法人うらやす財団主催 ピュアホワイトクリスマスコンサート8出演。
- 2018年6月、公益財団法人うらやす財団主催 浦安市最大級の音楽フェス『うらやす音楽村7』司会担当。
- 2018年8月、浦安市運動公園屋内水泳プール(プールサイド)にて夕焼けライブ出演。
- 2018年9月、浦安市社会福祉協議会主催 第16回ふれあいまつりライブ出演。
- 2018年11月、SONGS & FRIENDS 小坂忠「ほうろう」Produced by 武部聡志 (総合演出/松任谷正隆) にコーラス隊として出演。
- 2018年11月、浦安市青少年館にて中学生から22歳までの青少年を対象にVoice Training Work Shop(声の教室)を開催。
- 2018年12月、公益財団法人うらやす財団主催 ピュアホワイトクリスマスコンサート9出演。
- 2019年4月、天皇陛下御即位三十年を祝う祭典『感謝の集い』に “Unknown Choir” として出演。
- 2019年6月、公益財団法人うらやす財団主催 浦安市最大級の音楽フェス『うらやす音楽村8』司会担当。
- 2019年7月、東京都新宿区の音楽レッスンスタジオCanaria Music Studioの代表講師に任命。
- 2019年7月、TBS音楽番組「音楽の日」の生放送にてAIのコーラス隊として参加し「Story」を歌唱。
- 2019年9月、『ドラゴンレスキューライダーズ』吹き替え版オープニングテーマソングを歌唱。
- 2019年12月、公益財団法人うらやす財団主催 ピュアホワイトクリスマスコンサート10出演。
- 2019年12月、『第70回NHK紅白歌合戦』にコーラスとして参加。
- 2020年12月、公益財団法人うらやす財団主催 ピュアホワイトクリスマスコンサート11出演。
- 2021年10月、公益財団法人うらやす財団主催 ピュアハピハロウィンコンサート出演。
- 2021年12月、公益財団法人うらやす財団主催 ピュアホワイトクリスマスコンサート12出演。
- 2022年3月、渋谷東武ホテルプレゼンツ午餐会＆西田あいオリジナルショー出演。
- 2022年3月、株式会社ヤマハミュージックエンタテインメントホールディングスより「ボイトレの教科書」を出版。
- 2022年4月、「ボイトレの教科書」がAmazonヴォーカルメソッド売れ筋ランキング/ベストセラーとして『1位』を獲得。
- 2022年4月、三重県明和町のPV日本一短い青春映画「帰りたくなる町」テーマソング「きっとあなたとハッピーエンド」を歌唱。
- 2022年10月、株式会社ヤマハミュージックエンタテインメントホールディングスより「セルフ診断でボイトレ！」を出版。
- 2022年10月、公益財団法人うらやす財団主催 ハロウィンパーティーコンサート出演。
- 2022年12月、公益財団法人うらやす財団主催 ピュアホワイトクリスマスコンサート13出演。
- 2022年12月、株式会社ヤマハミュージックエンタテインメントホールディングスより「カラオケが上手くなるコツを伝授！実践ボーカルテクニック ～男性ボーカル編・動画解説付き～」「カラオケが上手くなるコツを伝授！実践ボーカルテクニック ～女性ボーカル編・動画解説付き～」を出版。
- 2023年3月、公益財団法人うらやす財団主催 浦安市最大級の音楽フェス『うらやす音楽村9』MC担当。
- 2023年5月、株式会社ヤマハミュージックエンタテインメントホールディングスより「これならできる！1ヵ月ボイトレレシピ～動画対応～」を出版。
- 2023年6月、公益財団法人うらやす財団主催 歌おう！昭和ミュージックジャンボリー 出演。
- 2023年9月、公益財団法人うらやす財団主催 浦安市最大級の音楽フェス『うらやす音楽村10th Anniversary』MC担当。
- 2023年9月、「PROMINENCE LOOP」（略称・プロミネ）のデビュー・シングル 「SAYONARA feat.YUIKO」【Lyric Video】にてコーラス参加。
- 2023年10月、公益財団法人うらやす財団主催 0歳からのファミリーコンサート「ハロウィンコンサート2023」出演。
- 2023年11月、「カラオケまねきねこプレゼンツ ヒデライブ2023～令和もDAISUKI！～」にコーラス出演。
- 2023年12月、公益財団法人うらやす財団主催 ピュアホワイトクリスマスコンサート14出演。
- 2023年12月、『第74回NHK紅白歌合戦』にコーラスとして参加。
- 2024年3月、RADWIMPS 野田洋次郎が手がけるNETFLIX映画パレードの主題歌、「なみしぐさ」にコーラスとして参加。
- 2024年6月、七福よさこい連祝禧 2024年演舞「破顔万笑」男声パート歌唱。
- 2024年7月、公益財団法人うらやす財団主催 歌おう！昭和ミュージックジャンボリーvol.2 出演。
- 2024年7月、株式会社ヤマハミュージックエンタテインメントホールディングスより「1ヵ月ボイトレレシピ～カラオケ得点Upを目指す！ 音程強化編～」を出版。
- 2024年9月、「HIDE LIVE2024 TOO MUCH NIGHT 今夜も最高!」にコーラス出演。
- 2024年11月、ニューコースト新浦安にて開催されたクリスマス点灯式「ピュアホワイトクリスマスミニコンサート」に出演。
- 2024年11月〜12月、大手テーマパークにてアカペラグループとして出演。
- 2024年12月、公益財団法人うらやす財団主催 ピュアホワイトクリスマスコンサート15出演。
- 2024年12月、『第75回NHK紅白歌合戦』にコーラスとして参加。
- 2025年1月、渋谷区文化総合センター大和田さくらホールにて開催された Gospel Chronicle 10th Anniversary Concertにゲスト参加。
- 2025年2月、しながわ水族館 にてシンガーソングライター 摩耶 スペシャルワンマンライブを開催。コーラスアレンジ、歌唱指導などを担当。
- 2025年2月、NHK総合の音楽番組 第672回 SONGS にて、AI のバックコーラス隊として参加し「ハピネス」を歌唱。
- 2025年3月、株式会社ヤマハミュージックエンタテインメントホールディングスより「1ヵ月ボイトレレシピ～原曲キーで歌える！ 高音強化編～」を出版予定。

## ディスコグラフィー

### シングル
|   | 発売日        | タイトル             | 規格品番 | 備考                            |
| - | ------------- | -------------------- | -------- | ------------------------------- |
| 1 | 2013年 8月2日 | Beginning (自主制作) | -        | 3曲収録。ライブ会場限定で販売。 |

### アルバム
|   | 発売日               | タイトル | 規格品番 | 備考                                                                                |
| - | -------------------- | -------- | -------- | ----------------------------------------------------------------------------------- |
| 1 | 2014年9月30日 5月3日 | SMILIST  | TMD-001  | 12曲収録。タワーレコード、Amazon music、TSUTAYAなどオンラインショップにて全国販売。 |

### 参加作品
1. 高橋あず美 アルバム『25 to 26』（2013年5月8日発売）
  - 「anDme」
2. Another State アルバム「Real Sky」（2016年5月29日発売）※ライブ会場限定で販売。
  - 「Real Sky」「Don't cry」
3. 平沼有梨 アルバム『parallel』（2016年11月30日発売）
  - 「Mackey」
4. 篠原宣義 アルバム『シンガー』（2021年9月14日発売）
  - 「ナミダウタ」「ヒーロー」「プロポーズ」「桜並木の花咲く頃に」
5. ポルノグラフィティ シングル『テーマソング』（2021年9月22日発売）
6. PROMINENCE LOOP 「SAYONARA feat.YUIKO」【Lyric Video】(2023年9月1日発売)
7. 篠原宣義 9th Single シングル『アイノハナ』（2023年11月18日発売）
8. 篠原宣義 3rd mini album『瞬き』（2024年12月19日発売）
9. 七福よさこい連祝禧 2024年演舞「破顔万笑」男声パート歌唱。

## コーラス出演
2014年
- 角松敏生による全国ツアー TOSHIKI KADOMATSU Performance 2014 "THE MOMENT" にコーラス出演 (松戸森のホール21、渋谷公会堂)

2016年
- 横浜アリーナにて開催された、角松敏生による35周年記念ライブ TOSHIKI KADOMATSU 35th Anniversary Live～逢えて良かった～ にコーラス出演

2017年
- 角松敏生による全国ツアー TOSHIKI KADOMATSU TOUR 2017 “SUMMER MEDICINE FOR YOU vol3”～SEA IS A LADY～ にコーラス出演 (松戸森のホール21、中野サンプラザ)
- 北海道キロロリゾート "Kiroro Resort Official 2017-18 Winter" 「ココロ・キロロ」TV CMを歌唱担当。

2018年
- 東京国際フォーラムにて開催された、武部聡志:プロデュース/松任谷正隆:総合演出による「SONGS & FRIENDS 小坂忠 ほうろう 奇跡の夜」に “Unknown Choir”として出演。
- 北海道キロロリゾート "Kiroro Resort Official 2018-19 Winter" 「ココロ・キロロ」TV CMを歌唱担当。

2019年
- さいたまスーパーアリーナで開催された水樹奈々による LIVE GRACE 2019 OPUSⅢ にコーラス出演。
- 国立劇場にて開催された、天皇陛下御即位三十年を祝う祭典『感謝の集い』に "Unknown Choir" として出演。
- TBSテレビ「音楽の日」にGospel Chronicleとしてコーラス出演。AI「Story」を歌唱。
- 東京国際フォーラムにて開催された「山崎育三郎の I AM 1936」Presents THIS IS IKU にコーラス出演。
- 第70回NHK紅白歌合戦にコーラスとして参加。

2023年
- JRA公式 WEB限定CM「競走曲最終コーナー第４ 歓喜の馬」日本ダービー編 / 安田記念編/ 宝塚記念編 / 菊花賞編 / エリザベス女王杯編 / マイルチャンピオンシップ編 / ジャパンカップ編 / チャンピオンズカップ編 / 有馬記念編 / 出演。
- ヒューリックホール東京にて開催された中山秀征による「カラオケまねきねこプレゼンツ ヒデライブ2023～令和もDAISUKI！～」にコーラスとして出演。
- 第74回NHK紅白歌合戦にコーラスとして参加。

2024年
- EX THEATER ROPPONGIにて開催された中山秀征による「HIDE LIVE2024 TOO MUCH NIGHT 今夜も最高!」にコーラスとして出演。
- 第75回NHK紅白歌合戦にコーラスとして参加。TBSテレビ「音楽の日」にGospel Chronicleとしてコーラス出演。AI「Story」を歌唱。

2025年
- NHKの音楽番組 第672回 SONGS にて、Voices of Chronicle として AI のバックコーラス出演。「ハピネス」を歌唱。

## 書籍

### 著書
2022年
- 『ボイトレの教科書』(2022年4月)

- 『セルフ診断でボイトレ！』(2022年10月)
- 『カラオケが上手くなるコツを伝授！実践ボーカルテクニック ～男性ボーカル編・動画解説付き～』(2022年12月)
- 『カラオケが上手くなるコツを伝授！実践ボーカルテクニック ～女性ボーカル編・動画解説付き～』(2022年12月)

2023年
- 『これならできる！1ヵ月ボイトレレシピ～動画対応～』(2023年5月)

2024年
- 『1ヵ月ボイトレレシピ～カラオケ得点Upを目指す！ 音程強化編～』(2024年7月)

2025年
- 『1ヵ月ボイトレレシピ～原曲キーで歌える！ 高音強化編～』(2025年3月発売予定)

## ラジオ
ゲスト出演
- Shibuya Cross-FM 「渋谷DEもっさんタイム」
- 渋谷FM「SHIBUYA+α」
- レインボータウンFM「〜音meguri〜」
- FMうらやす「石岡雅敬のジャムらNight!」